# 水尾 (南投縣)
水尾，是台灣南投縣埔里鎮的一個傳統地域名稱，位於該鎮西北部。相較於今日行政區，其範圍大致包括一新里、向善里、合成里西大半部，以及國姓鄉石門村的東端。

## 歷史
台灣清治末期至日治初期，水尾地區為一街庄，稱為「水尾庄」，隸屬於埔里社堡。該庄西北與北港溪庄為鄰，北邊一小段與蕃地為鄰，東北及東邊北段與小埔社庄為鄰，東邊南段為史港坑庄，南邊隔眉溪及南港溪與房里庄、牛相觸庄為界，西南邊為北山坑庄。
1901年（日治明治三十四年）11月，全台廢縣廳改設二十廳，該庄隸屬於南投廳。1903年（明治三十六年）6月，該庄編入「埔西區」，隸屬於南投廳。1909年（明治四十二年）10月，合併二十廳為十二廳，埔西區仍隸屬於南投廳。1920年（大正九年），全台地方制度大改正，廢十二廳改設五州二廳，該庄改制為「水尾」大字，隸屬於臺中州能高郡埔里街。
戰後埔里街改制為埔里鎮，隸屬於臺中縣，大字亦改制為里。1950年10月，中、彰、投分治，埔里鎮改隸屬南投縣。

## 聚落
本地區發展較早的聚落有頂赤崁、下赤崁、水尾、觀音山、刣牛坑、灯心湖、水流東、松柏崙、魔燐窟等，在日治期初期的官方地圖上已有記載。此外，本地區尚有水蛙窟、大莊、田寮、煙寮坑、壽山尾、坑內、閂門棍、三角坪、北寮、大雁頂、中路子等聚落。

## 交通
國道6號又稱「水沙連高速公路」，是霧峰至埔里的橫貫高速公路，大致以西北西—東南東走向繞大彎轉西南西—東北東走向經過本地區南部邊界外不遠處，並在本地區南部邊界中央偏西外緣設有愛蘭交流道，並設有連絡道與省道台14線相接。由此向西北西轉西南西可前往北山坑、國姓、草屯、萬斗六的舊正、丁臺南部並止於國道3號霧峰系統交流道；向東北東可前往大湳東北部的終點埔里端並止於省道台14線路口。
省道台14線（中山路四段）是彰化中庄子至南投廬山的幹道，大致以西北西—東南東走向經過本地區西南端凸出部分。由該道路向西北西經觀音二號隧道可前往國姓市區西南郊、草屯、芬園、彰化中庄子並止於省道台1線路口；向東南東經南港溪觀音橋、觀音三號隧道後可前往埔里市區、仁愛（霧社）、廬山等地。
省道台21線（西安路三段～二段）是台中市東勢區天冷至南投縣信義鄉塔塔加的幹道，大致以北北東—南南西走向轉西北—東南走向蜿蜒經過本地區東部邊界外不遠處。由該道路向北北東經多次彎道後轉西可前往國姓東北部、新社東南部、東勢南端並止於省道台8線路口；向東南轉南南西經眉溪牛眠橋後轉西繞經埔里市區西郊轉南南西可前往魚池、水里東南部、信義、和社、塔塔加等地。
鄉道投73線（永豐路、向善一巷、向善路、無名道路）是小埔社至坪頭的道路，大致以東北東—西南西走向由本地區東部邊界中央偏南處入境後，轉西南蜿蜒而行，其後轉西北西再轉西南再轉南南東再轉東南，經大莊聚落後轉南南東再轉西南蜿蜒而行，至鄉道投73-1線終點路口轉南南東，經鄉道投73-2線起點路口後續行，至眉溪北岸轉西南西以至出境。由該道路向東北東轉東北可前往小埔社東南部並止於省道台21線路口；向西南西可前往房里西端、牛相觸西北部並止於省道台14線路口。
鄉道投73-1線（無名道路、北村路、合成巷、向善路）是八潘崎（實際起點在大平頂）至向善一號橋的道路，其南側端點位於本地區中南部偏西的向善壹號橋西南側鄉道投73線轉角路口。由此向北轉西北西再轉北北西蜿蜒而行，經坑內、閂門棍後轉北北東蜿蜒而行，經水流東、北寮等聚落後，轉東北再轉東南出境，可前往小埔社西北部的大平頂聚落並止於省道台21線路口。
鄉道投73-2線（向善路）是水尾至愛蘭的道路，其西北側端點位於本地區南部偏西的鄉道投73線路口。由此向東南東轉東北，至水尾聚落轉南南東蜿蜒而行，至眉溪北岸轉東北東再轉南南東，經眉溪向善橋後出境，可前往房-{}_里西部、烏牛欄並止於其東南部邊界地帶的省道台14線、台21線共線轉角路口。

## 學校
- 普臺中小學
- 水尾國小
- 太平國小

## 寺廟
- 中台禪寺